# Виноделие в Намибии
Вино в Намибии производится несколькими предприятиями в небольших количествах. Несмотря на то, что виноделие в стране развивается, выращиваемый виноград в основном экспортируется в страны Европы. Одной из проблем виноградарства в стране заключается в том, что значительная часть страны засушливая и не получает достаточного количества осадков, и для выращивания винограда требуется создание систем орошения. Однако климатические условия страны в целом благоприятны для данного вида деятельности.

## История
Виноделие на данной территории началось после того, как она была колонизирована Германией. Первые виноградники, посаженные католическими священниками, появились вблизи Виндхука конце XIX века. Ранние виноделы производили белое вино и шнапс. Производство прекратилось в конце 1960-х годов, когда умер последний священник-винодел.

## Виноделие после обретения независимости
После того, как в 1990 году страна стала независимой, в южной части страны, у берегов реки Оранжевой, начали появляться виноградники.
Первые виноградники Хельмута Клюге, где выращивались Коломбард и Руби Каберне появились недалеко от города Омаруру в 1990 году. Позже Аллен Уокен-Дэвис основал собственный виноградник на своей ферме на юге Намибии, где выращивался Сира. В 1997 году Бертус Бошов посадил свои первые лозы на своей ферме в горах Отав. На данный момент на этой ферме выращиваются Вионье, Каберне-совиньон, Пинотаж, Мурведр. В 2003 году семьи Шульц и Эврар купили ферму в 2 км от доктора Бошоффа, и в 2004 году там появился новый виноградник, где произрастают такие сорта винограда, как Мурведр, Темпранильо, Шардоне.